# شوجی ایکیتسو
شوجی ایکیتسو (انگلیسی: Shoji Ikitsu؛ زادهٔ ۲۰ مهٔ ۱۹۷۷) بازیکن فوتبال اهل ژاپن است.
از باشگاه‌هایی که در آن بازی کرده‌است می‌توان به باشگاه فوتبال ساگان توسو و باشگاه فوتبال آویسپا فوکوئوکا اشاره کرد.